# Jeondong-myeon
Jeondong-myeon (koreanska: 전동면) är en socken i staden Sejong, Sydkorea. Den ligger 105 km söder om huvudstaden Seoul.